# Чейон
Сон Чейон (кор. 손채영, 孫彩瑛; нар. 23 квітня 1999, Сеул, Південна Корея) більш відома як Чейон — південнокорейська реперка, співачка та авторка пісень. Вона є учасницею Twice — дівочого кей-поп гурту, сформованого JYP Entertainment.

## Життєпис

### 1999—2014: Ранні роки, освіта та кар'єра
Чейон народилась 23 квітня 1999 року в Сеулі, Південна Корея. У неї є молодший брат Чонхун. Вона захоплювалась театральним мистецтвом з юних років і розпочала свій шлях як модель для дитячого журналу. Ще до приєднання до JYP Entertainment вона вирішила, що бажає стати співачкою. Також Чейон понад рік займалась танцями.
Чейон було 14 років, коли вона вперше пройшла прослуховування у ролі стажистки для того, щоб приєднатися до JYP Entertainment, і все-таки приєдналась 6 червня 2012, пройшовши два раунди прослуховувань. Вона розпочала як співачка, але почала тренуватись як реперка незабаром після початку навчання. Перш ніж дебютувати з Twice, вона знялася в кліпах «Only You» miss A та «Stop Stop It» GOT7.
У березні 2016 року вона разом з Дахьон поступила у старшу школу мистецтв Ханлім. У лютому 2019 року разом з Тсую закінчила її.

### 2015-теперішній час:Sixteen, дебют з Twice і сольні починання
У квітні 2015 року стало відомо, що JYP разом з Mnet зніматиме реаліті-шоу Sixteen, де шістнадцять трейні агентства боротимуться за можливість дебютувати у складі нового дівочого гурту Twice. Було затверджено, що в результаті буде відібрано 7 учасниць. Чейон було обрано для участі в шоу. Протягом всіх епізодів вона була однією з найбільш популярних дівчат і у фіналі потрапила у гурт, але в останній момент Пак Чінйон вирішив змінити думку, і склад гурту поповнився ще двома учасницями — японкою Момо та тайванкою Тсую. Внаслідок цього дев'ятеро дівчат (кореянки Найон, Чонйон, Джіхьо, Дахьон та Чейон, японки Момо, Сана і Міна та тайванка Тсую) сформували гурт Twice. Офіційний дебют гурту відбувся 20 жовтня 2015 року з мініальбомом The Story Begins.
5 грудня 2016 року стала другою учасницею, що випустила свій власний «Проект Мелодії» (англ. «Melody Project»), де виконала сингл «Alone» Cheeze.

## Фільмографія

### ТВ-шоу
| Рік  | Назва       | Роль     | Нотатки                           | Прим.  |
| ---- | ----------- | -------- | --------------------------------- | ------ |
| 2015 | Sixteen     | Учасниця | Фінішувала на 5 місці             | [ 10 ] |
| 2019 | Battle Trip | Гість    | з Тсую та Дахьон, епізоди 141—142 | [ 11 ] |